# La Libertad, Bochil
La Libertad är en ort i Mexiko.   Den ligger i kommunen Bochil och delstaten Chiapas, i den sydöstra delen av landet, 700 km öster om huvudstaden Mexico City. La Libertad ligger 1 392 meter över havet och antalet invånare är 130.
Terrängen runt La Libertad är lite bergig. Runt La Libertad är det ganska tätbefolkat, med 116 invånare per kvadratkilometer. Närmaste större samhälle är Bochil, 5,8 km norr om La Libertad. I omgivningarna runt La Libertad växer huvudsakligen savannskog.